# María del Pilar Cimadevilla y López-Dóriga
María del Pilar Cimadevilla y López-Dóriga (ur. 15 lutego 1952, zm. 6 marca 1962) – hiszpańska Służebnica Boża kościoła katolickiego. 
Urodziła się 15 lutego 1952 roku w Madrycie. Jej rodzicami byli Amaro Cimadevilla i María del Rosario López-Dóriga. Dziewczynka była znana ze swojej pobożności. Zachorowała na chłoniaka Hodgkina. Zmarła mając 10 lat w opinii świętości. Obecnie trwa jej proces beatyfikacyjny.